# Casbia carnecostata
Casbia carnecostata là một loài bướm đêm trong họ Geometridae.